# St Hugh's College (Oxford)
St Hugh's College es uno de los colleges constituyentes de la Universidad de Oxford. Se encuentra en un sitio de 14.5 acres (5.9 hectáreas) en St Margaret's Road, al norte del centro de la ciudad. Fue fundado en 1886 por Elizabeth Wordsworth como un college para mujeres, y aceptó a sus primeros estudiantes varones en su año centenario en 1986.
Goza de una reputación como uno de los college más atractivos debido a sus extensos y agradables jardines. En su 125 aniversario, St Hugh's College se convirtió en una organización benéfica registrada bajo el nombre de "The Principal and Fellows of St Hugh's College en la Universidad de Oxford". A partir de julio de 2018, la dotación financiera del college fue de 37,6 millones de Libra Esterlina.

### Fundación y primeros años
St Hugh's College fue fundado en 1886 por Elizabeth Wordsworth (sobrina nieta del famoso poeta William Wordsworth) para ayudar al creciente número de mujeres "que encuentran los precios de los actuales colleges de Oxford y Cambridge (incluso los más moderados) más allá de sus posibilidades".
Usando el dinero que le dejó su padre, que había sido obispo de Lincoln, estableció el college en 25 Norham Road en North Oxford.
Llamó al college en honor a uno de los predecesores del siglo XIII de su padre, Hugo de Avalon, que fue canonizado en 1220 y en cuya diócesis había estado Oxford.
El colegio se alojó inicialmente en propiedades en Norham Road, Norham Gardens y Fyfield Road.
Sus primeras seis estudiantes fueron Annie Moberly, Jessie Annie Emmerson, Charlotte Jourdain, Constance E. Ashburner, Wilhelmina J. de Lorna Mitchell y Grace J. Parsons. Las estudiantes debían preguntarle al director antes de aceptar invitaciones para visitar amigos, y las puertas del college cerraban a las 21:00.
Los registros muestran que el alquiler fue entre 18 y 21 libras por término, dependiendo del tamaño de la habitación, con los incendios cobrando extra.
La universidad comenzó a mudarse a su sitio actual en 1913, cuando compró el alquiler de una casa llamada "The Mount" al reverendo Robert Hartley por £2,500. Esta casa estaba situada en la esquina de St Margaret's Road y Banbury Road, y era propiedad de University College.
La casa fue demolida para dar paso al Edificio Principal de St Hugh's, que fue construido entre 1914 y 1916 gracias a un obsequio de Clara Evelyn Mordan; la nueva biblioteca del college se llamó Mordan Hall en su honor.
El primer libro era una copia de la traducción de Sale del Corán, que el obispo de Tokio le dio a la universidad.
La universidad pronto se hizo cargo de otras propiedades cercanas. El arrendamiento de 4 St Margaret's Road fue adquirido en 1919; se convirtió en la primera "casa del college".
El arrendamiento de 82 Woodstock Road fue donado al college por Joan Evans en 1924 y 89 Banbury Road fue comprado de Lincoln College por 7000 libras en 1927. El college obtuvo la propiedad del sitio principal en 1927 y un año después se construyó la primera etapa del edificio Mary Gray Allen sobre las canchas de tenis. Las propiedades de 1–4 St Margaret's Road y 74–82 Woodstock Road se compraron de St John's College en 1931 y 1932 respectivamente. La universidad recibió una Carta Real en 1926.
Entre 1935 y 1936, 1 St Margaret's Road fue demolida y se construyó una nueva biblioteca en el edificio Mary Gray Allen; fue nombrada la Biblioteca Moberly por la primera directora del college (la biblioteca fue ampliamente renovada entre 1999 y 2000 y se renombró Howard Piper por un alumno de St Hugh, después de que sus padres hicieron una gran donación a la universidad).

### Segunda Guerra Mundial
Al estallar la Segunda Guerra Mundial, el sitio del college fue requisado por los militares para su uso como el Hospital para Lesiones en la Cabeza bajo la dirección de Hugh Cairns, el primer Profesor de Cirugía de Nuffield.
Se construyeron chozas de ladrillo en los terrenos del college con espacio para 300 camas. Entre 1940 y 1945, más de 13000 militares y mujeres fueron atendidos en St Hugh's. Los avances en medicina descubiertos en el hospital significaron que la tasa de mortalidad por lesiones penetrantes en el cerebro cayó del 90% al 9%.
El personal y los estudiantes fueron reubicados en Holywell Manor, Savile House y St Hilda's College durante la guerra.
En 1943, el college adquirió el arriendo de 72 Woodstock Road (conocido como The Shrubbery) de Dame Gertrude Whitehead por 1500 libras. Fue utilizado como un club para soldados estadounidenses durante la guerra.
En 1946, fue alquilado a la Universidad de París como la Maison française d'Oxford, un establecimiento educativo anglo-francés. Barbara Gwyer alquiló una de las cabañas en el terreno del número 72 después de su retiro como directora.

### 1945 en adelante
Los edificios del college fueron desequisicionados en 1945. Las cabañas del hospital se alquilaron inicialmente como oficinas a los departamentos universitarios, incluida la Oficina de Población Animal, el Departamento de Estudios de Campo Zoológicos y el Instituto de Estadísticas, antes de ser demolidas en 1952.
Agnes Headlam-Morley, compañera de St. Hugh's, se convirtió en la primera mujer en ocupar una cátedra en la Universidad de Oxford en 1948.
En 1951, el college compró las propiedades a 85 y 87 Banbury Road y 9 a 13 Canterbury Road de St John's College. Además, se adquirió la propiedad de The Shrubbery; esto significaba que St Hugh's College ahora poseía la propiedad de todo el sitio de catorce acres y medio. El college amplió el Edificio Principal en 1958.
La década de 1960 vio un extenso programa de trabajo de construcción en St Hugh's. "The Shrubbery" se convirtió en el alojamiento del director en 1963.
Entre 1964 y 1965, el Edificio Kenyon fue construido para proporcionar alojamiento a los estudiantes (diseñado por el arquitecto moderno David Roberts, el edificio ya recibió una lista de patrimonio). Le llamaron así al edificio en honor a Kathleen Kenyon, una famosa arqueóloga.
Esto fue seguido poco después por el Edificio Wolfson, que fue construido entre 1966 y 1967 y abierto por la Princesa Alexandra y Harold Macmillan en su papel de Canciller de la Universidad.
La capilla fue renovada en 1980; se instaló un nuevo órgano. Al año siguiente, 78, 80 y 82 Woodstock Road también fueron renovadas. Las casas ahora se llaman SH Ho House, Ho Tim House y KK Leung House en reconocimiento a los obsequios de los tres benefactores de Hong Kong que financiaron las renovaciones.

### Cobertizo de St Hugh (extremo izquierdo)
Se construyó una nueva casa de botes (conjuntamente con los colegios St Anne's y Wadham Colleges) entre 1989 y 1990. A esto siguió la construcción del Edificio Rachel Trickett entre 1991 y 1992 a un costo de 3,4 millones de libras.